# Justus Elgeskog
Justus Ferdinand Elgeskog, född 21 mars 1884 i Vittaryd, Kronobergs län, död 14 maj 1975 i Tutaryds församling, Kronobergs län, var en svensk skolman, folkbildare och rektor.
Elgeskog tog folkskollärarexamen 1905 och blev filosofie kandidat 1911. Från 1916 till 1928 var Elgeskog rektor på Karlskoga folkhögskola och därefter från 1928 till 1947 rektor på Wendelsbergs folkhögskola.
Elgeskog gjorde betydande insatser för folkbildningen och nykterhetsrörelsen. Han var bland annat riksstudieledare för Nationaltemplarorden och redaktör för organisationens tidskrift Ariel 1922-1936. Utanför nykterhetsrörelsen var han bland annat styrelseledamot i Riksteatern och Svenska gymnastikförbundet.
Elgeskog skrev flera böcker och åtskilliga artiklar i sociala och kulturella ämnen. Många av hans dikter tonsattes av hans fru Ninnie Elgeskog.